# Chapman Golf Club
De Chapman Golf Club is een golfclub in Harare, Zimbabwe en werd opgericht in 1928. De club beschikt over een 18-holes golfbaan met een par van 72.
In de jaren 90 ontving de golfclub meermaals het Zimbabwe Open, een golftoernooi. In 1995 zorgde de Zimbabwaanse golfbaanarchitect, Peter Matkovich, ervoor dat de golfbaan geüpgraded werd.

## Golftoernooien
- Rhodesian Masters: 1969-1979
- Zimbabwe Open: 1990, 1991, 1993, 1996, 1997, 1999 en 2001